# Lu Ying-chi
Lu Ying-chi (chinesisch 盧映錡, Pinyin Lú Yìng Qí; * 6. April 1985 in Pingtung, Taiwan) ist eine international erfolgreiche taiwanische Gewichtheberin und Olympiateilnehmerin.
In der 63-kg-Klasse der Frauen belegte sie bei den Weltmeisterschaften 2006 in Santo Domingo den 8. Platz mit einer Zweikampf-Wertung von 215 kg, was Platz 18 der Weltjahresbestenliste bedeutet; dabei erreichte sie 95 kg im Reißen und 120 kg im Stoßen. Bei den Olympischen Sommerspielen 2008 in Peking startete sie für die Mannschaft von Chinesisch-Taipeh und errang mit 231 kg (= 104 kg + 127 kg) im Zweikampf die Silbermedaille, nachdem der ursprünglich Zweitplatzierten Irina Nekrassowa diese wegen Dopings aberkannt wurde.
Bei den Gewichtheber-Weltmeisterschaften 2009 in Goyang, Korea, erzielte sie 218 kg in der Zweikampfwertung (98 kg + 120 kg) und belegte damit den 14. Platz. 